# الجعش

تعديل مصدري - تعديل

الجعش هي إحدى قرى عزلة أحور بمديرية أحور التابعة لمحافظة أبين، بلغ تعداد سكانها 210 نسمة حسب تعداد اليمن لعام 2004.